# Oremo
L'Oremo est un torrent du Piémont situé dans la province de Biella, et un affluent gauche de l'Elvo, donc un sous-affluent du fleuve le Pô par le Cervo et la Sesia.

## Cours du torrent

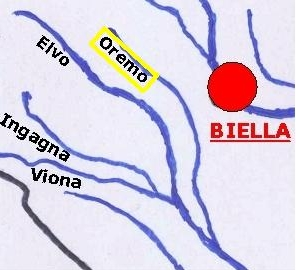
Localisation

Naissant à environ 1 200 m sur le territoire de la commune de Pollone sur le Mont Muanda, un contrefort méridional du Mont Mucrone. Passant entre le chef-lieu de Pollone et la Burcina, il marque la frontière entre les communes de Biella et d'Occhieppo Superiore. Rejoignant le territoire de la commune d'Occhieppo Inferiore, le cours d'eau traverse une zone densément anthropisée où il reçoit en rive droite l'apport du torrent Romioglio et sort dans la plaine bielloise. 
Sur la commune de Ponderano, il reçoit en rive gauche l'apport du torrent Bolume en son confluent et enfin, entré sur la commune de Borriana, il conflue dans l'Elvo à environ 288 mètres.

## Principaux affluents
- Torrent Romioglio : naissant à environ 1 000 m d'altitude un peu au nord de Pollone, il débouche sur la rive droite de l'Oremo à Occhieppo Inferiore.
- Torrent Bolume : naissant à environ 750 mètres d'altitude près du hameau de Favaro (commune de Biella), il conflue dans l'Oremo en rive gauche au sud-ouest de Ponderano.

## Régime hydrique

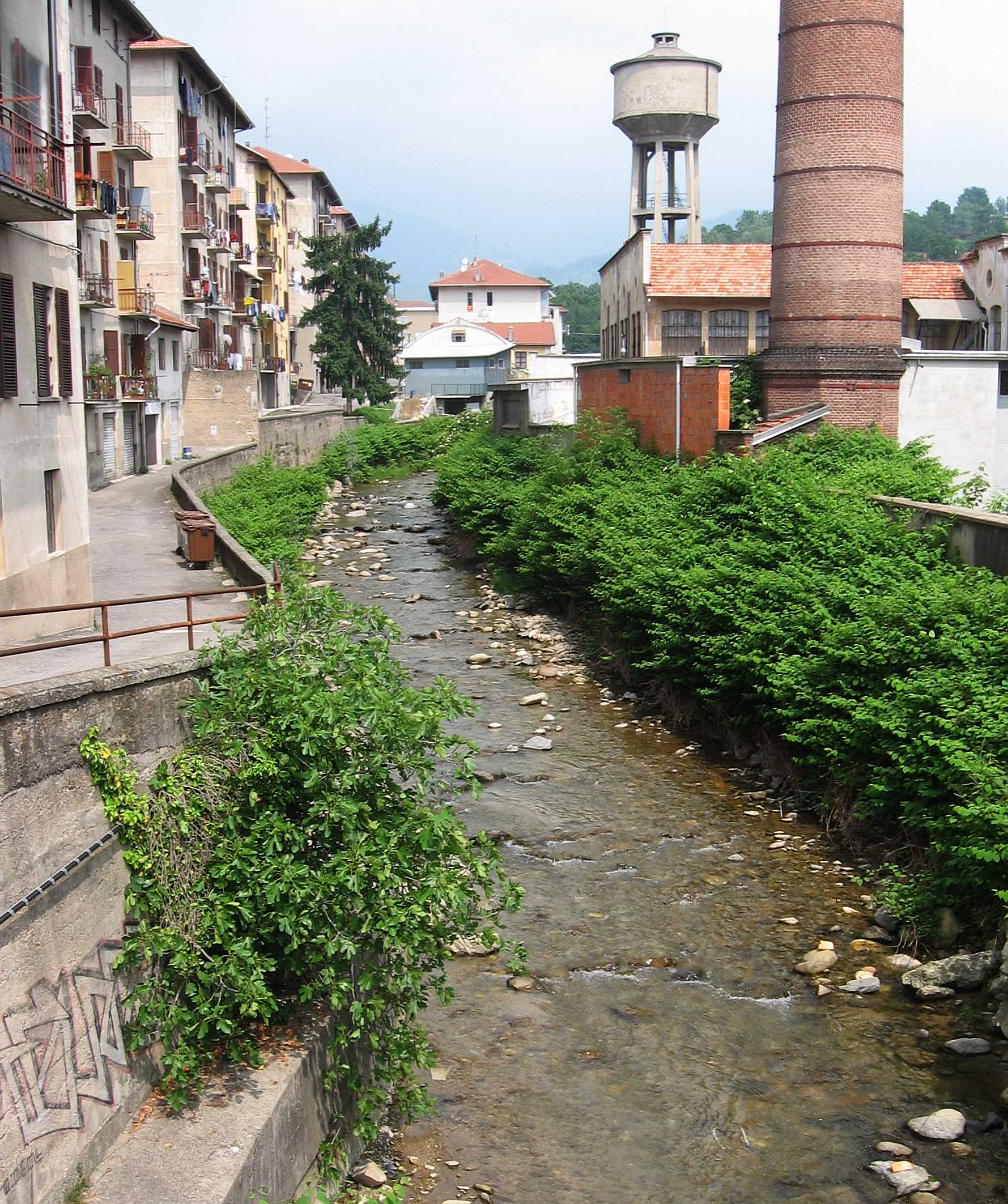
Le lit de l'Oremo entre Biella et Occhieppo Inferiore.

L'Oremo a un régime hydrique qui, malgré son débit plutôt limité, peut être sujet aux inondations causées notamment par les abondantes précipitations typiques de la zone. Parmi les dommages signalés, on peut citer ceux de l'inondation de 2002 qui bloqua alors la route entre Biella et Ivrée.